# Giovanni Battista Sammartini

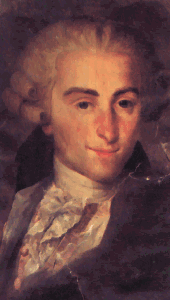

Giovanni Battista Sammartini, född 1700 eller 1701 i Milano, död där 15 januari 1775, var en italiensk kompositör, organist och musiklärare. Han fick sina första musiklektioner av fadern, oboeisten Alexis Saint-Martin och skrev sitt första verk 1725. Strax därefter blev han utnämnd till kapellmästare i Sant'Ambrogio, en tjänst som han behöll till sin död, samt 1728 till Congregazione del Santissimo Entierro. Sammartini blev snabbt känd som kompositör av kyrkomusik och hade uppnått berömmelse utanför Italien på 1730-talet. Sammartini reste aldrig långt från Milano, men kom i kontakt med berömda kompositörer som Johann Christian Bach, Luigi Boccherini, Wolfgang Amadeus Mozart och Christoph Willibald Gluck. Gluck blev också hans elev åren 1737-1741.
Sammartini är idag mest känd för sin del i utvecklingen av symfonin. Hans symfonier var snarare influerade av triosonatan och konsertformen än av den italienska ouvertyren. 
Sammartinis musik delas oftast in i tre stilistiska perioder:den tidiga perioden (1724-1739) som blandar barockmusik med den förklassiska stilen (den galanta stilen), mellanperioden (1740-1758) då han komponerar helt i den förklassiska stilen, samt den sena perioden (1759-1774) som visar influenser från wienklassicismen.
Sammartini brukar ofta blandas ihop med sin bror Giuseppe. G. B. Sammartinis verk har katalogiserats med versalerna J-C och verknummer.

## Verk i urval
- 68 symfonier
- Ett tiotal konserter för flöjt, violin och cello.
- 21 flöjt- och stråkkvartetter
- 8 stråkkvintetter
- Cirka 200 stråktrios
- Över 50 sonater för klaver, flöjt, violin och cello.
- 3 Operor
  - Memet (1732)
  - L'ambizione superata dalla virtù (1734)
  - L'Agrippina, moglie di Tiberio (1743)
- 1 Oratorium
- 8 kantater